# Presnitz

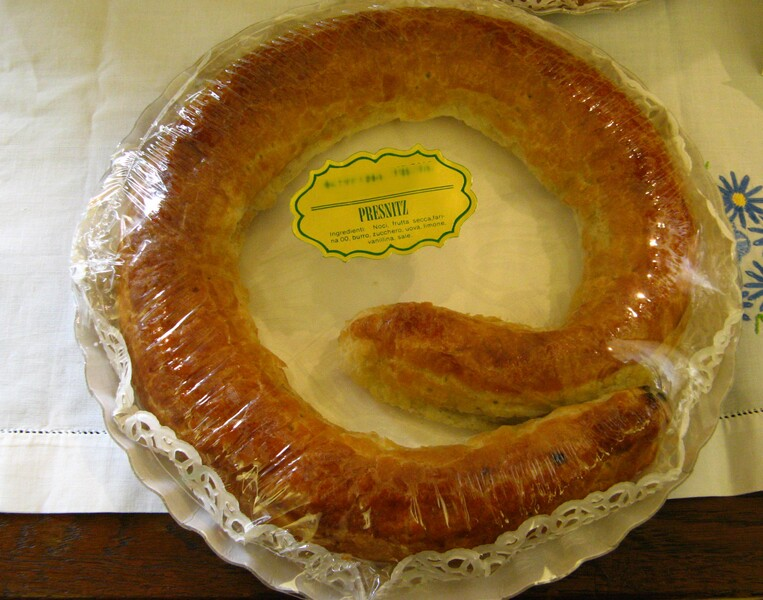
Ein verpackter Presnitz

Presnitz ist eine traditionelle Triestiner Kuchenspezialität aus einer Rolle von Blätterteig mit einer Füllung aus gehackten Walnüssen und Mandeln, fein geschnittenen getrockneten Feigen, Zwetschgen und Marillen, Pinienkernen, Rosinen, Schokolade, Zucker, Zimt, Nelken und Rum. Die Zutaten können variieren.

## Geschichte
Pellegrino Artusi, der Begründer der italienischen Nationalküche, bezeichnete den Presnitz als dolce di tedescheria – „Süßspeise der Deutschen (Länder)“ – und wies damit auf dessen österreichische Herkunft hin.
Die Legende erzählt, das Gebäck sei 1832 bei einem Triestiner Backwettbewerb anlässlich des Besuchs der Kaiserin Sisi erfunden worden, und presnitz sei eine italienische Verballhornung von Preis der Prinzessin. Gegen den Wahrheitsgehalt der schönen Legende spricht allerdings die Tatsache, dass Sisi erst fünf Jahre später geboren wurde. In der Tat ist das Wort eine Anpassung des slowenischen Wortes presnec.